# Spallanzania floridana
Spallanzania floridana là một loài ruồi trong họ Tachinidae.